# New Canada
New Canada ist eine Town im Aroostook County des Bundesstaates Maine in den Vereinigten Staaten. Im Jahr 2020 lebten dort 310 Einwohner in 142 Haushalten auf einer Fläche von 94,2 km².

## Geografie
Nach Angaben des United States Census Bureau hat die Town eine Fläche von 94,2 km²; 92,7 km² davon entfallen auf Land und 1,5 km² auf Gewässer.

### Geografische Lage
New Canada liegt im Nordosten des Aroostook County zwischen Eagle Lake im Süden und Fort Kent im Norden. Im Süden liegen drei größere Seen in der Seenkette der Sly Brook Lakes. Östlich dieser drei Seen befindet sich der California Pond. Weitere kleinere Seen sind über das Gebiet der Town verteilt. Entwässert wird die Town durch kleinere Flüsse, die nordwärts im Saint Johns River münden. Die Oberfläche der Town ist leicht hügelig, ohne nennenswerte Erhebungen.

### Nachbargemeinden
Alle Entfernungen sind als Luftlinien zwischen den offiziellen Koordinaten der Orte aus der Volkszählung 2010 angegeben.
- Norden: Fort Kent, 9,3 km
- Nordosten: Frenchville, 10,8 km
- Osten: Unorganized Territory von Square Lake, 14,1 km
- Süden: Unorganized Territory von Square Lake, 14,1 km
- Südwesten: Eagle Lake, 19,4 km
- Westen: Wallagrass, 14,2 km

### Stadtgliederung
In New Canada gibt es mit Daigle ein Siedlungsgebiet. Es liegt am nördlichen Rand der Fläche der Town.

### Klima
Die mittlere Durchschnittstemperatur in New Canada liegt zwischen −13,3 °C (8° Fahrenheit) im Januar und 16,7 °C (62° Fahrenheit) im Juli. Damit ist der Ort gegenüber dem langjährigen Mittel der USA um etwa 10 Grad kühler. Die Schneefälle zwischen Oktober und Mai sind mit über fünfeinhalb Metern knapp doppelt so hoch wie die mittlere Schneehöhe in den USA, die tägliche Sonnenscheindauer liegt am unteren Rand des Wertespektrums der USA.

## Geschichte
New Canada wurde 1840 als Hancock Plantation, zusammen mit Wallagrass gegründet. Die ursprüngliche Bezeichnung war Township No. 17, Sixth Range West of the Easterly Line of the State (T17 R6 WELS). 1859 wurde Wallagrass ausgegliedert und 1881 wurde die Hancock Plantation in New Canada umbenannt. Die Anerkennung als Town erfolgte am 26. März 1976. New Canada wird auch nach dem einzigen Siedlungsgebiet der Town Daigle genannt.

### Einwohnerentwicklung
| Volkszählungsergebnisse – Town of New Canada, Maine | Volkszählungsergebnisse – Town of New Canada, Maine | Volkszählungsergebnisse – Town of New Canada, Maine | Volkszählungsergebnisse – Town of New Canada, Maine | Volkszählungsergebnisse – Town of New Canada, Maine | Volkszählungsergebnisse – Town of New Canada, Maine | Volkszählungsergebnisse – Town of New Canada, Maine | Volkszählungsergebnisse – Town of New Canada, Maine | Volkszählungsergebnisse – Town of New Canada, Maine | Volkszählungsergebnisse – Town of New Canada, Maine | Volkszählungsergebnisse – Town of New Canada, Maine |
| Jahr                                                | 1800                                                | 1810                                                | 1820                                                | 1830                                                | 1840                                                | 1850                                                | 1860                                                | 1870                                                | 1880                                                | 1890                                                |
| --------------------------------------------------- | --------------------------------------------------- | --------------------------------------------------- | --------------------------------------------------- | --------------------------------------------------- | --------------------------------------------------- | --------------------------------------------------- | --------------------------------------------------- | --------------------------------------------------- | --------------------------------------------------- | --------------------------------------------------- |
| Einwohner                                           |                                                     |                                                     |                                                     |                                                     |                                                     |                                                     |                                                     |                                                     |                                                     | 301                                                 |
| Jahr                                                | 1900                                                | 1910                                                | 1920                                                | 1930                                                | 1940                                                | 1950                                                | 1960                                                | 1970                                                | 1980                                                | 1990                                                |
| Einwohner                                           | 419                                                 | 590                                                 | 573                                                 | 538                                                 | 633                                                 | 444                                                 | 288                                                 | 300                                                 | 269                                                 | 253                                                 |
| Jahr                                                | 2000                                                | 2010                                                | 2020                                                | 2030                                                | 2040                                                | 2050                                                | 2060                                                | 2070                                                | 2080                                                | 2090                                                |
| Einwohner                                           | 306                                                 | 321                                                 | 310                                                 |                                                     |                                                     |                                                     |                                                     |                                                     |                                                     |                                                     |

## Wirtschaft und Infrastruktur

### Verkehr
Durch den Nordosten von New Canada führt die Maine State Route 161. Hier liegt die Ansiedlung Daigle. Sie verbindet New Canada mit Fort Kent im Nordwesten und New Sweden im Südosten.

### Öffentliche Einrichtungen
New Canada besitzt keine eigene Bücherei. Die nächstgelegene befindet sich in Fort Kent.
In Fort Kent gibt es mit dem Northern Maine Medical Center ein privates Krankenhaus, das auch für die Bewohner von New Canada Anlaufstelle ist.

### Bildung
New Canada gehört mit Allagash, Eagle Lake, Fort Kent, Saint Francis, Saint John Plantation, Wallagrass und der Winterville Plantation zum Maine School Administrative District #27.
Im Schulbezirk werden den Schulkindern mehrere Schulen angeboten:
- Community High School in Fort Kent
- Eagle Lake Elementary School in Eagle Lake
- Fort Kent Elementary School in Fort Kent
- Saint Francis Elementary School in Saint Francis
- Wallagrass Elementary School in Wallagrass

## Fauna und Flora
In New Canada gibt es bewaldete Sumpfgebiete, auf denen der Abendländische Lebensbaum gedeiht. Biber sind auf dem Gemeindegebiet sehr aktiv.